# Pizza und Marmelade
Pizza und Marmelade ist ein deutscher Film aus dem Jahre 2008. Regie führte Oliver Dieckmann.

## Handlung
Der Münchener Architekt Florian Herzog, alleinerziehender Vater eines Sohnes, wird durch den Konkurs seines Arbeitgebers arbeitslos, zudem ist er verschuldet. Er zieht in ein günstigeres Viertel um und heuert in einer Pizzeria an. Bald bekommt er Probleme mit seinem cholerischen Chef Claudio. In seinem Haus lernt er den Arabischprofessor Edgar kennen, der an die Mitbewohner selbstgemachte Marmelade verschenkt. In der Pizzeria lernt Florian Lucia Blumenberg kennen.

## Kritik
„Der Öffnung der Figuren zuzuschauen ist der eigentliche Reiz dieses Films. Das Wie zählt hier. Es wäre geschmäcklerisch, bei diesem Multikulti-Reigen die eine Spur zu lauten Italo-Klischees oder den etwas zu dramatischen B-Plot um den Marmeladen-Professor zu bekritteln. Das ist nichts im Verhältnis zu Dieckmanns dichter, atmosphärischer Inszenierung“

„Das Schlimmste an dieser Blümchengeschichte ist ihre Absehbarkeit. Sie atmet Happy End aus jeder Szene.“

„Leises, auf autobiografischen Erfahrungen fußendes (Fernseh-)Melodram, das einfühlsam gespielt und durchaus poetisch aufbereitet einen hoffnungsvollen Reifeprozess mit realistischem sozialen Hintergrund beschreibt.“